# Jiří Plieštik
Jiří Plieštik (* 28. června 1956, Nové Město na Moravě) je sochař, designér, fotograf a píše básně.

## Život
V letech 1971 - 1976 absolvoval SPŠ Strojnickou ve Žďáru nad Sázavou. Studium na fakultě strojního inženýrství ČVUT (1976-78) nedokončil. V letech 1981 - 1987 studoval na Akademii výtvarných umění v Praze v ateliéru prof. Miloše Axmana a prof. Stanislava Hanzíka.
Od roku 1977 vykonával různá povolání, mimo jiné jako topič a absolvoval vojenskou službu (1978-80). Pracoval jako asistent Hany Wichterlové (1977-90), zvětšoval fotografie Janu Svobodovi, asistent prof. Karla Nepraše na AVU (1990-96), kde byl v následujících letech vedoucím sochařské přípravky (1996-2000). Jako hostující pedagog působil dvakrát ročně na Hojskølen på v Samsø (Dánsko, 1993-2000). Od roku 2000 je ve svobodném povolání.
Byl členem Jazzové sekce od roku 1976, členem hudební skupiny Krásné nové stroje (1986) a v letech 1988-89 členem ČS Demokratické iniciativy. Od poloviny 80. let se účastnil neoficiálních výstav Konfrontace (I., II., III., IV.) Od roku 1992 vedl workshopy Nadace Germinations Europe (1993, 1999 Praha, 1995, 1997 Delphi, Řecko). Od roku 2002 je členem SVU Mánes. Básně publikoval v revue Souvislosti a v Revolver Revue.
Se svojí druhou ženou Brit Jensen organizovali a realizovali r. 2013 velkou výstavu českého umění v Roskilde, DK

### Ocenění
- 2003
  - 1. místo v soutěži na Památník obětem kolektivizace, Praha, Těšnov - realizováno
  - 1. místo v soutěži na Památník bojovníkům v zahraničí za II.sv.války, Praha, Vítězné nám. - realizováno
- 2004
- bronzová medaile ministra obrany
- 1. místo v soutěži na sochu ve Štenberku
  - 2004 Nominace na cenu design roku 2004
  - Cena UVU na přehlídce Design roku 2004
- 2014 Bronze winner. A'DESIGN REWARD & COMPETITION, Miláno, It.

## Dílo

### Realizace
- 1993 tři sochy na ostrově Samso, Dánsko
- 1995 Sloup, Olomouc
- od 1997 Grafické listy pro vítěze soutěže Manažer roku
- 1999
  - socha, Greiz, Německo, úřad MČ Praha 1
  - památník J. Svítila - Kárníka, Nové Město na Moravě
  - socha pro Symposium EU, Rakousko
- od 1999 Cena Nadace Vize 97 Dagmar a Václava Havlových
- 1999, 2000 Design a realizace mezinárodních fotografických výstav, Aarhus
- 2002 osvětlovací tělesa, kostel sv. Vavřince, Bystřice pod Pernštejnem
- 2003
  - scénografie pro divadlo Miloco, Praha, mříž, OGV Jihlava,
  - Cena BAT - Petra Parléře pro nejlepší architektonický projekt
- 2004 Pomník obětem kolektivizace, Praha Těšnov
- 2004 Pomník vojákům padlým na zahraničních bojištích během II. světové války, Vítězné náměstí, Praha Dejvice
- 2004 cena Nadace Rovná šance
- 2005 Žena ve svitu Měsíce II. (carrarský mramor), soukromý pozemek, Dánsko
- 2007 reliéf kašny na Masarykově náměstí autorů Rusín – Wahla, Ostrava
- 2010 spolupráce na realizaci fontány v Jeseníku s T. Rusínem a I. Wahlou, spolupráce na vítězných projektech Rusína a Wahly – návrhy fontán – Trenčín, Žďár nad Sázavou
- 2012 socha Povědomá postava, Žďár nad Sázavou
- 2015 Kašna, Žďár nad Sázavou
- 2016 Reliéf pro továrnu SWARTZ, Nové Město n. Mor.
- 2017 Pomník Krčilovi, Žďár nad Sázavou

Rakousko, Německo, Holandsko, Dánsko, Chorvatsko

### Zastoupení ve sbírkách
- Horácká galerie Nové Město na Moravě

Soukromé sbírky v: Norway, Germany, USA, Argentina, Denmark, CR, Holland

### Výstavy autorské (výběr)
- 1981 výstava na dvorku, Praha
- 1993 Galerie mladých, Praha
- 1994 Třpyt paměti, Pražský hrad
- 1995 Oulu a Kuopio (s Michalem Macků), Finsko
- 1996 Jiří Plieštik: Sochy, Galerie Caesar, Olomouc
- 1997 Jiří Plieštik: Plastiky, Sankturinovský dům, Kutná Hora
- 1998 Galerie u Prstenu, Praha (s Alenou Kučerovou)
- 2003 České centrum, Sofie
- 2005 Jiří Plieštik: Sochy, Galerie Brno
- 2013 - 2016 Nový Jimramov, Galerie ve Stodolní

#### Články
- Doležal M, Světlo nebe zakleto do kamene (Sochy Jiřího Plieštika), Revue Art I, 2005, s. 2-7

#### Katalogy
- Jiří Plieštik, 1996, Kuzmack Mark, kat. 4 s., Galerie Caesar, Olomouc
- Jiří Plieštik: Plastiky, 1997, Kuzmack Mark, kat. 6 s., Sankturinovský dům, Kutná Hora
- Jiří Plieštik: Sochy (Vize - Čin - Sen - Smrt / Vision - Deed - Dream - Death), 2005, kat. 36 s., Galerie Brno